# Koolau Railway
| \| \| \| \| \| \| \| Strecke von Honolulu (ex ORL) \| \| \| \| Kahuku HI \| \| \| \| Lāʻie HI \| \| \| \| Hauʻula HI \| \| \| \| Punaluu HI \| \| \| \| Kahana HI \| |  |                               |                               |
| |  |                               |                               |
| Strecke (außer Betrieb) |  | Strecke von Honolulu (ex ORL) | Strecke von Honolulu (ex ORL) |
| Bahnhof (Strecke außer Betrieb) |  | Kahuku HI                     | Kahuku HI                     |
| Bahnhof (Strecke außer Betrieb) |  | Lāʻie HI                      | Lāʻie HI                      |
| Bahnhof (Strecke außer Betrieb) |  | Hauʻula HI                    | Hauʻula HI                    |
| Bahnhof (Strecke außer Betrieb) |  | Punaluu HI                    | Punaluu HI                    |
| Kopfbahnhof Streckenende (Strecke außer Betrieb) |  | Kahana HI                     | Kahana HI                     |

Die Koolau Railway ist eine ehemalige Eisenbahngesellschaft in Hawaii (Vereinigte Staaten). Sie wurde im August 1905 gegründet. Geplant war zunächst, eine Strecke von Kahuku an der Nordostküste der Insel Oʻahu entlang der Ostküste bis Kaneohe und weiter über die Koolau Mountains nach Honolulu zu bauen. 
Der erste Abschnitt von Kahuku bis Kahana (17 Kilometer) ging im Juni 1907 in Betrieb. Die Spurweite betrug drei Fuß (914 mm). In Kahuku bestand eine Verbindung zur Oahu Railway and Land Company, der zweiten und größeren Eisenbahngesellschaft der Insel. Der Weiterbau der Strecke unterblieb aus Kostengründen. 1931 erwarb eine Plantage in Kahuku die Bahn, stellte den Personenverkehr ein, löste die Bahngesellschaft auf und wandelte die Strecke in eine private Anschlussbahn um. 1954 wurde der Betrieb eingestellt.
Der Fuhrpark bestand aus zwei Dampflokomotiven, die von den Baldwin Locomotive Works gebaut worden waren, 21 Güter- und zwei Personenwagen.